# جورج واشنطن مورس
جورج واشنطن مورس (بالإنجليزية: George Washington Morse)‏ هو مبشر أمريكي، ولد في 24 يونيو 1816 في بروكفيلد في الولايات المتحدة، وتوفي في 9 نوفمبر 1909 في ديلاند في الولايات المتحدة.